# Árkipuszta
Árkipuszta (a 19. század végéig Árki) kistelepülés Fejér vármegyében, a Móri járásban, Mór külterületi településrésze. Az Árpád-kor óta ismert település a török hódoltság során pusztává vált, majd a 18. századtól uradalomként, a 20. században állami gazdaságként folytatta életét. 

## Fekvése
Árkipuszta Mórtól 3,7 kilométerre északra fekszik, a 81-es főúttól Pusztavámon át Kocsig vezető 8127-es út mentén.

## Története
Az ókorban a közelben húzódott a savariai út nyomvonala, ennek mentén állt az a római kori villa rustica, amelyet Árkipuszta határában feltártak.
A település legkorábbi említése Villa Arquy alakban 1269-ből ismert, majd a veszprémi főegyházmegye 1333-ban keltezett tizedösszeírása említi Arachin formában mint a csókakői uradalom részét. Lehetséges azonban, hogy a fehérvári keresztes konvent birtokait megerősítő 12. századi, III. Béla uralkodása alatt keletkezett oklevélben szereplő Achazy is a mai Árkipusztára utal. A 14. századtól saját temploma volt, a falu plébánosa, Domonkos pápai adó fejében 40 kis pensát fizetett. A középkori falu egyhajós, félkőríves apszissal záródó kis kőtemplomának alapjait és a körülötte elterülő korabeli temetőt 1998-ban tárták fel. Possessio Arky a török hódoltsággal elnéptelenedett. 1691-ben az egész csókakői váruradalom Johann Haas de Hochburg császári élelmezési főbiztos birtokába került. A Hochburgok családfájának fiági kihalása után, 1752-ben Árki a birtokszerző unokájára, Hochburg Mária Polixénára szállt.
Egy helyi hagyomány szerint a 18. században a gróf Almásy-család vette birtokba a korábban szlovákok által lakott pusztát, templomukat ledöntötte, és annak helyébe építtette a ma is látható kápolnát. A történelmi tények alapján azonban a német származású báró Wundschwitz János Antal Kajetán (1710 – 1749 után) létesített itt birtokot, miután feleségül vette a móri gróf Lamberg Anna Mária Borbálát (ők építtették a kápolnát is). Az 1795-ben Mórról leválasztott Árki puszta birtokosai között az úrbéri rendezés során, az 1820-as években a már ősi birtokos gróf Lambergek mellett a báró Luzénszky család neve is felbukkant. 1870-ben Árki birtokosai Festetits Gizella grófnő, illetve Stahremberg-Luzénszky Klára grófné voltak.
1848-ban a Sármelléki járás első szolgabírói kerületének pusztái között sorolták fel Árkit. Az Árkipuszta név helységnévtárainkban csupán 1907-ben bukkant fel először, Mórhoz tartozó külterületi lakott helyként. Ekkor már több mint egy évtizede báró Trauttenberg Frigyes (1849–1918) angol félvéreket nevelő ménes-, illetve szarvasmarhatelepet is magában foglaló mintauradalma üzemelt a településen. Árkipuszta lélekszáma 1910-ben 176 főre rúgott, valamennyien magyar nemzetiségűnek, 69%-uk római katolikus, 17%-uk evangélikus, 14%-uk református felekezetűnek vallotta magát. 1936-ban a megözvegyült Trauttenberg báróné kezén 2796 kataszteri holdon terült el az árkipusztai uradalom, amelynek nagy része erdőgazdálkodás (40%) és szántóművelés (38%) alatt állt, gróf Zichy János birtokában pedig további 2422 kataszteri holdnyi terület állt. Afféle kegyurasági jótéteményként Trauttenberg báróné egy tantermes népiskolát is létesített a településen.
A második világháborút követően a Móri Állami Gazdaság vette át a volt uradalmi területek művelését, illetve üzemeltette tovább a tehenészetet, amelyhez 1960-ban tejház is épült. 1956-ban a közeli Pusztavám hatszáz bányászának otthont adó, kertes ikerházakat magában foglaló bányászlakótelep tervezése vette kezdetét a Márkus-hegy délnyugati oldalában, a 8127-es út keleti oldalán, de ez végül nem valósult meg. Újabb fontos beruházás érkezett azonban a kistelepülésre 1969-ben, amikor az Ikarus járműgyár itt létesített gyártóüzemet Ikarus Móri Alkatrészgyár (IMAG) néven. A település népességszáma azonban a fejlődés ellenére sem ugrott meg, csaknem pontosan megegyezett a századelő adataival: az 1960. évi népszámlálás során Árkipusztán 178 főt regisztráltak. Az 1960-as évek infrastrukturális és szociális vesztesége volt a körzetesítés áldozataként 1966-ban bezárt általános iskola, amelynek egyetlen tantermét ezt követően könyvtárrá és klubhelyiséggé alakították át.
A rendszerváltás közeledtével, bár még évekig a Móri Állami Gazdaság üzemeltette a majorságot, a tehenészet megszűnt, az épületek java részét lebontották, az egykori majorság területén gyümölcsfákat telepítettek. 1992-re az IMAG buszalkatrészgyár helyzete is megrendült, az alkalmazottak 80%-át elbocsátották, az 1990-es évek végére azonban profilváltással – hazai és németországi autó- és vagongyárak számára gyártottak alkatrészeket, üléseket – ismét nyereségessé váltak, 1080 alkalmazottnak biztosítottak munkát. Az 1994-ben alapított Pfiffer Bútor Mór Kft. ipartelepe szintén Árkipusztán található. A népességszám azonban az ezredfordulóra kb. 100 főre csökkent. Lakhatási szempontból gondot jelentett az ivóvízellátás, a háztartások a 20. század végéig fúrt kutakból nyerték a vizet.

## Népessége
2011-es adatok szerint a lakónépesség 121 fő, a lakások száma pedig 37.

## Vallási élete
A Nepomuki Szent János-kápolna 1745. évi felszentelését követően pasztorációs helyszín lett, 1757-ben pedig Árki már mint Mór filiája tűnt fel a forrásokban, majd Pusztavám 1788. évi önálló plébániává válásával utóbbi leányegyháza lett. 1942-ben a pusztavámi római katolikus plébánia látta el.

## Nevezetességei

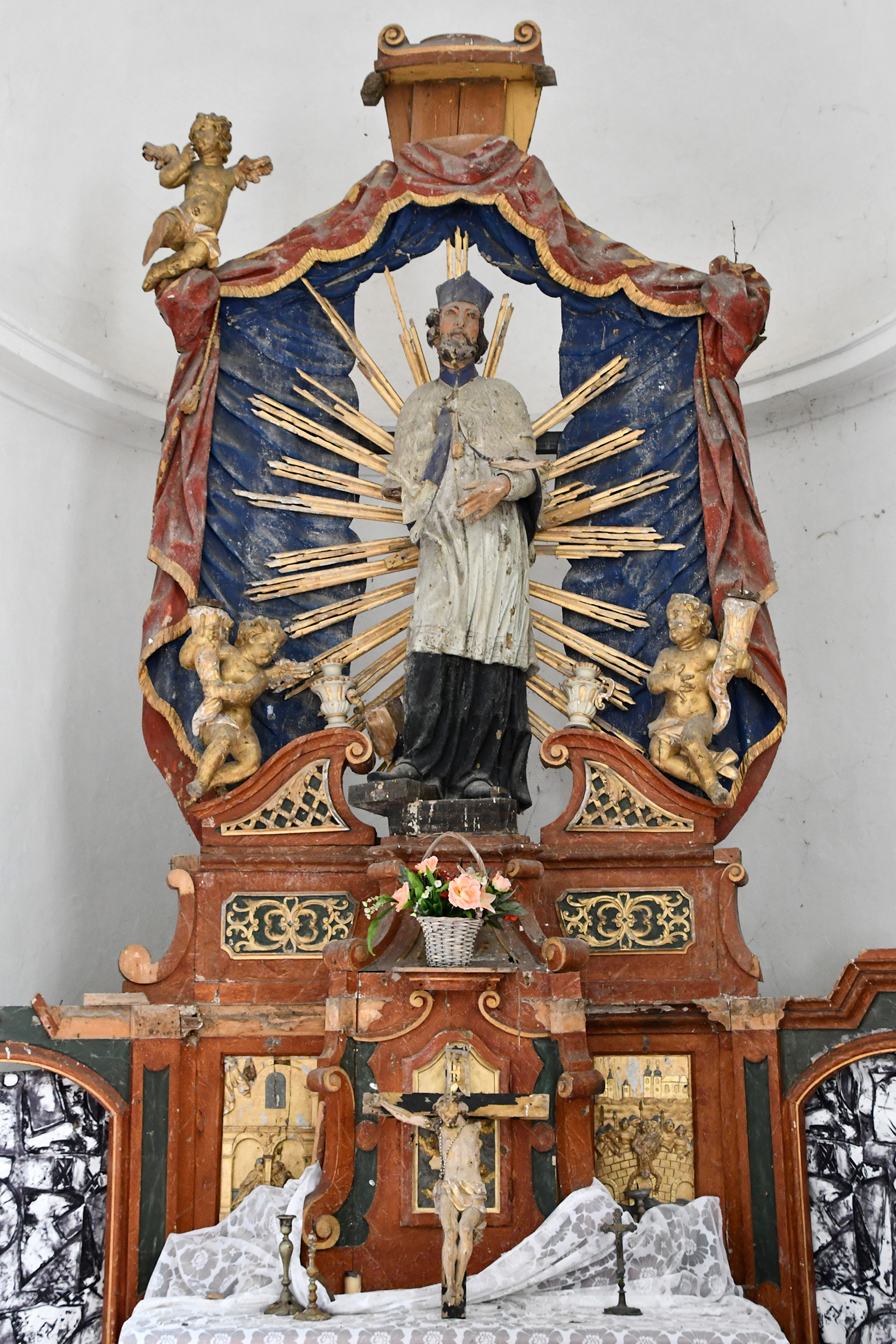
A kápolna oltára

A kistelepülés legfontosabb művészettörténeti emléke a barokk stílusú, hullámosan tört ívű oromzattal ellátott Nepomuki Szent János-kápolna, amelyet a birtokos báró Wundschwitz János Antal Kajetán és felesége, gróf Lamberg Anna Mária Borbála építtetett fel egy korábbi templom köveinek felhasználásával. Az 1745. május 16-án – a névadó Nepomuki Szent János ünnepén – Dravecz József váli esperes által felszentelt kápolna oromzatát a Wundschwitz-család címere díszíti. Haláluk után a bárót és feleségét ebben a kápolnában helyezték örök nyugalomra, de később, 1875-ben ugyanitt temették el Festetics Gézát is. Az eredeti kápolna állapota vélhetően leromolhatott, mert egy 1816. évi vármegyei iratban arról olvashatunk, hogy 3075 forint és 13 krajcár költségen Árkin ismét felépült a kápolna.
A kápolnát istentiszteletekre már csak alkalmi jelleggel használják, de ma is áll eredeti, baldachinos, angyalfigurákkal díszített faoltára, közepén Nepomuki Szent János faszobrával, az oltárépítményen a szent legendáriumának egyes epizódjait bemutató domborművekkel. Korábban a kápolna értékei közé tartozott egy 16. század eleji reneszánsz táblakép is – a kápolnaépíttető Wundschwitz hozta magával német földről –, amely a Szent Családot ábrázolta; ezt helyreállítását követően a Székesfehérvári Egyházmegyei Múzeumban helyezték el.

### Nevezetes árkipusztaiak
- Medgyasszay László (1941–) állatorvos, politikus, 1990-től 2010-ig országgyűlési képviselő (1990–2004 MDF; 2004–2006 független; 2006–2010 KDNP), 1993–1994-ben a földművelésügyi minisztérium politikai államtitkára a település szülötte.[35]
- Korompai Péter (1958–) keramikus, iparművész 1989-ben vásárolta meg, majd alakította ki otthonát és műtermét az egykori magtár épületében.[36]
- Juhász Tibor (1978–) festőművész 2011-ben költözött a településre.[37]